# Rezerwat przyrody Osiek
Rezerwat przyrody Osiek – rezerwat torfowiskowy położony w województwie warmińsko mazurskim, w gminie Wilczęta, w nadleśnictwie Młynary.
Został powołany zarządzeniem Ministra Leśnictwa i Przemysłu Drzewnego z dnia 10 grudnia 1970 roku pod nazwą Osiek II. Zarządzenie Regionalnego Dyrektora Ochrony Środowiska w Olsztynie z dnia 16 sierpnia 2017 roku zmieniło jego nazwę na Osiek.
Rezerwat zajmuje powierzchnię 43,40 ha (akt powołujący podawał 43,60 ha).
Celem ochrony jest zachowanie torfowiska wysokiego ze stanowiskami maliny moroszki Rubus chamaemorus. Jest to gatunek arktyczno-borealny, zaliczany do roślin ginących.